# Дамир Савић
Дамир Савић (Сремска Митровица, 25. новембар 1970) је српски сликар који ради као слободан уметник.

## Биографија
Основну и средњу школу завршио је у Сремској Митровици. На Факултету ликовних уметности у Београду био је у класи професора Живојина Туринског (1990-1995). Своја прва ликовна искуства стицао је у атељеу сликара Драгана Мартиновића. Доминантна тема његовог опуса јесте портрет и пејзаж као друга одредница његовог стваралаштва. 
Излагао је на близу 50 изложби у Србији, као и у иностранству (Мађарска, Грчка и Италија).  Члан је Удружења ликовних уметника "Еснаф" и УЛУ "Сирмијум".